# Sabucedo de Montes
Sabucedo de Montes (llamada oficialmente San Pedro de Sabucedo de Montes) es una parroquia española del municipio de Cartelle, en la provincia de Orense, Galicia.

## Organización territorial
La parroquia está formada por cuatro entidades de población, constando tres de ellas en el nomenclátor del Instituto Nacional de Estadística español:
- As Teixugueiras
- Lamas de Outeiro
- Sabucedo
- Xinzo de Teixugueiras (Xinzo das Teixugueiras)

## Demografía
| Gráfica de evolución demográfica de Sabucedo de Montes entre 2000 y 2022 |
|                                                                          |
| Datos según el nomenclátor publicado por el INE.                         |